# Местный войд
Местный войд (англ. Local Void) — обширный войд, расположенный вблизи Местной группы галактик. Был открыт Ричардом Брентом Талли и Джеймсом Ричардом Фишером в 1987 году. Считается состоящим из трёх отдельных секторов, разделённых волокнами. Точные размеры войда неизвестны, примерные — от 45 до, возможно, 150—300 Мпк. Местный войд также, возможно, содержит значительно меньше галактик, чем должно быть согласно выводам стандартной космологической модели.

## Расположение и размеры
Войды являются результатом образования сгущений вещества под действием гравитации, связывающей галактики в скопления и цепочки, разделённые областями, почти не содержащими галактик.
Ранее астрономы отметили, что Млечный Путь расположен в крупной плоской структуре галактик, называемой Местным листом, ограничивающим Местный войд. Местный войд простирается примерно на 60 Мпк, начинаясь у границы Местной группы. Считается, что расстояние от Солнца до центра Местного войда составляет по меньшей мере 23 Мпк.
Размеры Местного войда были оценены по данным об изолированной карликовой галактике внутри войда. Чем войд более крупный и менее населённый, тем слабее в нём гравитация и тем быстрее карликовая галактика будет перемещаться к области концентрации массы. Также была высказана идея о тёмной энергии как причине быстрого движения галактики.
Ранняя модель «пузыря Хаббла», основанная на измерении скоростей сверхновых типа Ia, предполагала наличие войда с центром вблизи Млечного Пути. Недавний анализ этих наблюдательных данных показал, что наличие межзвёздной пыли могло привести к искажению результатов измерений.
Некоторые исследователи показали, что область Вселенной до 300 Мпк от Млечного Пути является менее плотной по сравнению с окружающими областями на 15-50 %.

## Влияние на окружающие объекты
Исследователи считают, что Местный войд увеличивается и Местный лист, являющийся одной из стен войда, удаляется от центра войда со скоростью 260 км/с. Сгущения вещества обычно притягиваются друг к другу, создавая более крупный войд. Местный войд равномерно окружён веществом во всех направлениях за исключением одного сектора, в котором ничего нет, что является следствием более быстрого ухода вещества из данной области. Воздействие на ближайшие галактики оказывается исключительно большим. Скорость удаления Млечного Пути от центра войда оценивается в 270 км/с.

## Список галактик войда
В пределах Местного войда было обнаружено несколько галактик, включая Рыбы A, Рыбы B и NGC 7077.